# 滋賀県道153号幸津川服部線

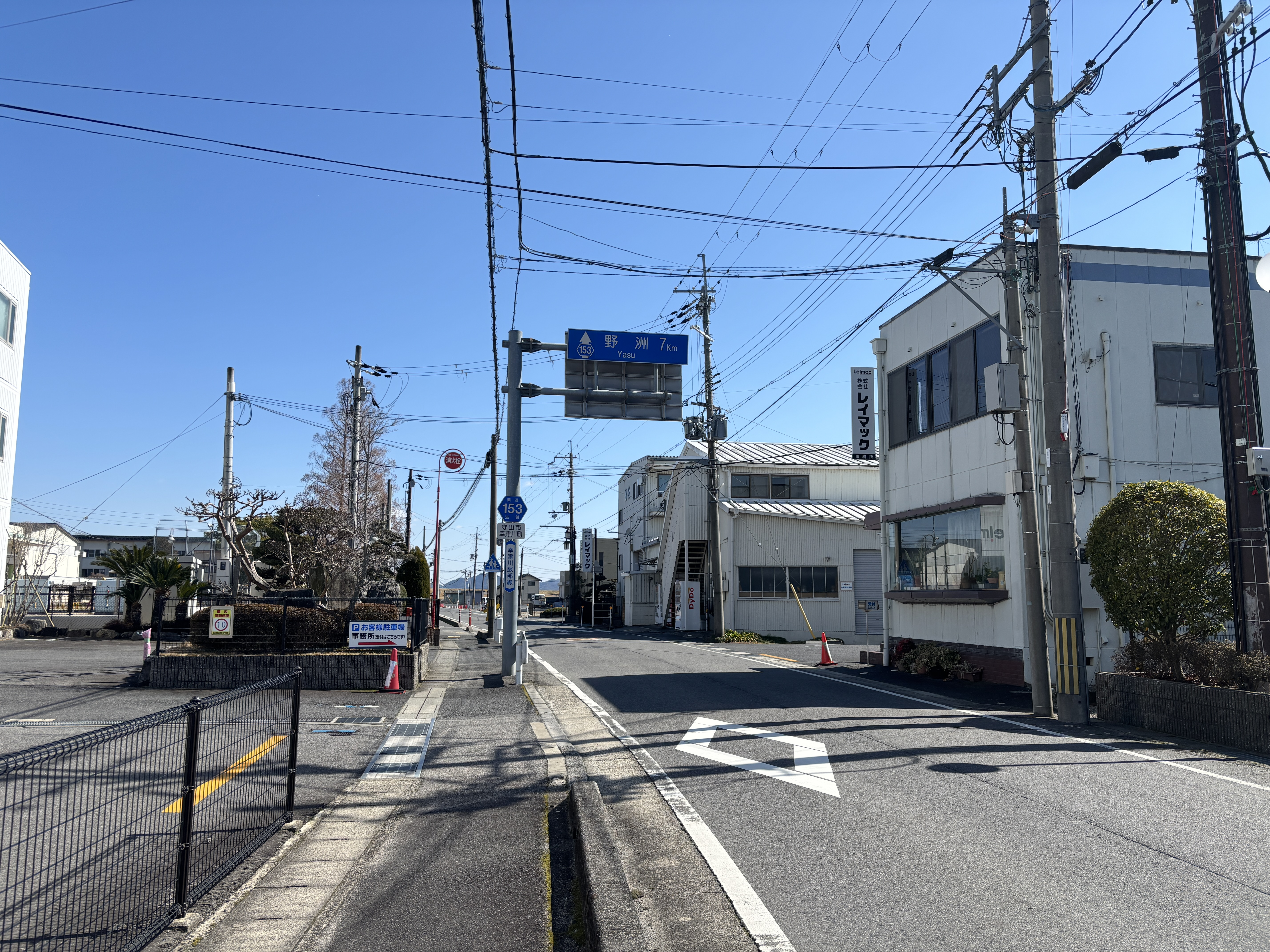
守山市幸津川町付近

滋賀県道153号幸津川服部線（しがけんどう153ごう さづかわはっとりせん）は、滋賀県守山市を通る一般県道である。

## 概要
守山市幸津川町から守山市服部町に至る。途中にある野洲川には稲荷大橋が架かる。

### 路線データ
- 起点：守山市幸津川町（国道477号交点）
- 終点：守山市服部町（服部町交差点、滋賀県道48号近江八幡守山線交点）
- 総延長：1.9 km

## 歴史
- 2020年（令和2年）
  - 2月12日 - 滋賀県告示第45号により、起点位置を変更[1]。
  - 4月3日 - 滋賀県告示第156号により、国道477号の旧道の国道指定解除に伴い、同区間が本路線の単独区間となる[2]。

## 路線状況

### 道路施設

#### 橋梁
- 稲荷大橋（野洲川、守山市）

## 地理

### 通過する自治体
- 守山市

### 交差する道路
| 交差する道路                                           | 交差する場所 | 交差する場所        |
| ------------------------------------------------------ | ------------ | ------------------- |
| 国道477号 / 浜街道 滋賀県道26号大津守山近江八幡線 重複 | 幸津川町     | 起点                |
| 滋賀県道48号近江八幡守山線                             | 服部町       | 服部町交差点 / 終点 |

### 沿線
- 幸津川郵便局
- 守山市立中洲小学校、中洲幼稚園
- 野洲川改修記念館
- 守山市立埋蔵文化財センター
- 稲荷神社
- 野洲川歴史公園サッカー場
- 南産土神社